# La Rochelle-Normande
La Rochelle-Normande település Franciaországban, Manche megyében. Lakosainak száma 350 fő (2018. január 1.). La Rochelle-Normande Saint-Pierre-Langers, La Lucerne-d’Outremer és Le Grippon községekkel határos.

## Népesség
A település népességének változása:
| Lakosok száma | 320  | 269  | 215  | 231  | 254  | 289  | 319  | 322  | 350  | 350  |
|               | 1962 | 1968 | 1982 | 1990 | 1999 | 2008 | 2011 | 2013 | 2017 | 2018 |